# Quijada

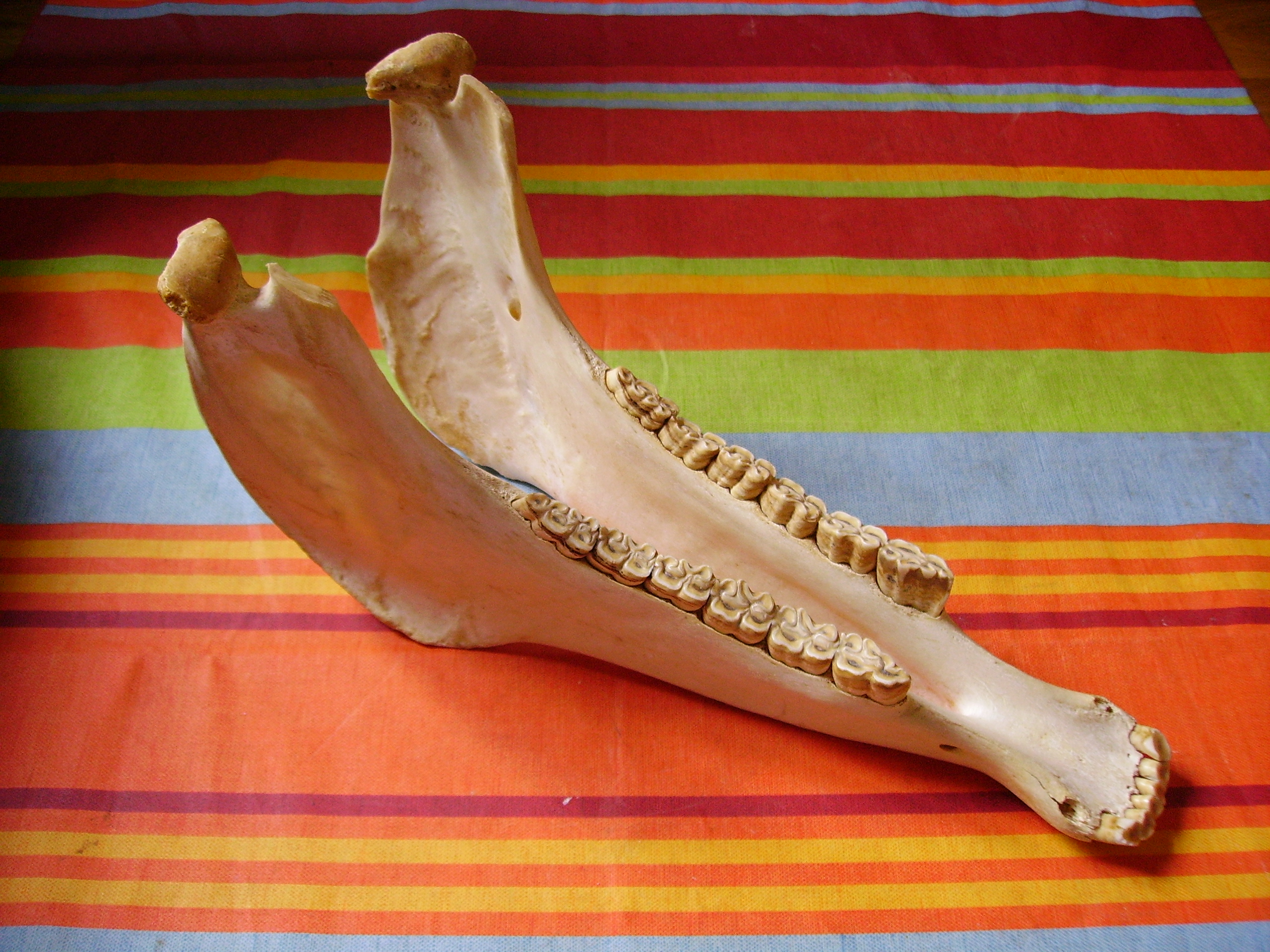
Quijada

Le quijada (de l'espagnol, littéralement « mâchoire ») est un instrument de percussion de la famille des idiophones, utilisé dans la musique péruvienne et andine, mais aussi dans le son jarocho mexicain. Et selon les latitudes, cet instrument est connu différemment : charrasca, carachacha, carraca, charaina, mandibula, kahuaha.
C'est une mâchoire inférieure d'âne, de cheval ou de mule, travaillée pour que les dents se déchaussent légèrement. Le joueur de quijada frappe la mâchoire pour faire s'entrechoquer les dents, ou racle les dents avec une baguette.
Affirmer que la mâchoire équine en tant qu'instrument de musique en Amérique provient de la musique africaine ne tient pas compte du fait que l'Afrique n'est pas un continent homogène, mais qu'elle est très diversifiée ethniquement, linguistiquement, culturellement et musicalement.[pas clair]
L’instrument est décrit dans le journal El Mercurio Peruano du 16 juin 1791 : Sacan una especie de ruido musical golpeando una quijada de caballo de borrico, descarnada, seca y con la dentadura movible (qui peut se traduire par : "Ils font une sorte de bruit musical en frappant la mâchoire de cheval ("caballo de borrico"), décharnée, sèche et aux dents mobiles").
La quijada apparaît aussi dans une aquarelle demandée par l'évêque de Trujillo, à l'occasion d'une visite pastorale (1782-1788). L'aquarelle, qui s'intitule « La danse des diaboliques », représente cinq danseurs et trois musiciens : l'un d'entre eux joue de la quijada. La danse afro-descendante des diables  est l'une des plus célèbres de la Costa Chica, principalement en raison de l'interférence du courant ethnopolitique afro-mexicain, visible principalement dans cette région.
Ces quelques références suffisent à montrer la présence précoce de la mâchoire comme instrument de musique solidement établi en Amérique, plus précisément au Pérou, depuis le XVIIIe siècle au moins.